# Meltem Halaceli
Meltem  Halaceli (Hengelo) is een Nederlandse schrijfster, onderwijsmedewerker en arabist. Halaceli studeerde Arabische taal en cultuur aan de Universiteit van Amsterdam en publiceerde in december 2015 haar debuut over haar familiegeschiedenis bij Uitgeverij Athenaeum-Polak & Van Gennep in Amsterdam. Haar boek werd op 22 januari 2016 goed ontvangen in een recensie geschreven door Nikolaos van Dam met vier sterren door het NRC Handelsblad. Voor het schrijven van het boek ontving ze een beurs van het Amsterdamse Fonds voor de Kunst (AFK). In november 2015 werd haar gedicht 'Moederhuis' bekroond met de ElHizjra Literatuurprijs, dat ook is opgenomen in haar debuut. Ze schreef over Syrië voor De Correspondent. Halaceli heeft als researcher, tolk (Turks en Syrisch) en adviseur gewerkt voor diverse media, zoals de documentaire De Naschok over de aardbeving van 6 februari voor Frontlinie van de VPRO, Zomergasten, Tegenlicht, OVT en voor de VPRO aan de reisserie 'Langs de grenzen van Turkije' met Bram Vermeulen. Ze was programmamaker bij het literair festival Writers Unlimited in Den Haag en is bestuurslid bij SLAA. Halaceli is bezig met haar tweede boek en werkt aan de Universiteit van Amsterdam. 
- Nederlandse Thesaurus van Auteursnamen: 39910190X
- Virtual International Authority File: 5235147270607435700003
- WorldCat: E39PBJrrvkDwJCKfGgWm8vTmBP